# 西京極駅
西京極駅（にしきょうごくえき）は、京都府京都市右京区西京極西池田町にある、阪急電鉄京都本線の駅。駅番号はHK-82。
京都市西京極総合運動公園の最寄り駅であり、西京極総合運動公園前という副駅名が付されている。

## 歴史
駅名の「西京極」は平安京の西端の南北道路である西京極大路に由来し、西京極大路の延長線上に当駅が存在する。駅が開業した際、この付近は京都府葛野郡京極村であった。

### 年表
- 1928年（昭和3年）11月1日：新京阪鉄道の高槻町駅（現在の高槻市駅） - 京都西院駅（現在の西院駅）間延伸と同時に開業[2]。
- 1930年（昭和5年）9月15日：会社合併により京阪電気鉄道新京阪線の駅となる[2]。
- 1943年（昭和18年）10月1日：会社合併により京阪神急行電鉄（現在の阪急電鉄）の駅となる[2]。
- 1949年（昭和24年）12月1日：新京阪線が京都本線に改称され、当駅もその所属となる[2]。
- 1972年（昭和47年）8月：ホーム有効長を160mに延伸[3]。
- 1988年（昭和63年）4月：第43回国民体育大会（京都国体）秋季大会に対応するための改良工事が完成。駅舎改築、西側に臨時改札口とスロープを新設[4]。
- 1997年（平成9年）3月2日：これまで普通のみの停車駅だったが、高槻市駅から各駅に停車する優等列車（この時点では快速、2001年に急行、2007年に準急）停車駅となる。
- 2013年（平成25年）12月21日：駅番号導入[2]。
- 2016年（平成26年）2月3日：駅前広場の再整備工事着手[5]。
- 2015年（平成27年）3月1日：京都市バス西京極駅前停留所が駅前広場に移転[6]。
- 2015年（平成27年）6月18日：駅前広場再整備完成記念式典挙行[7][8]。
- 2022年（令和4年）12月17日：急行の停車駅となる[9]。

## 駅構造

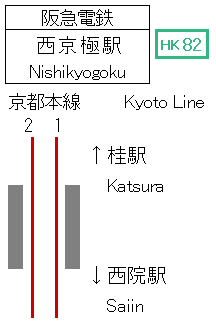
配線図

築堤上に相対式2面2線のホームを有する高架駅。分岐器や絶対信号機を持たないため、停留所に分類される。
改札口やコンコースは下り（大阪梅田方面）ホーム側にある。また、上り（京都河原町方面）ホーム側にはスロープでつながる臨時改札口があり、西京極総合運動公園でのイベント開催日に使用される。
トイレは改札内横と京都方面ホーム中ほどにある。
駅舎は1988年（昭和63年）に改築されたもので、旧駅舎のイメージを継承せず、新京阪時代の建築で1984年（昭和59年）頃まで存在した桂駅旧駅舎に似たデザインとなっている。
臨時改札口(上りホーム北側)は、当初計画されていた西院までの貨物線の遺構上に設けられたものである。この先西院地下入口付近までは、複単線構造で三線の線路用地をもつものとなっている。

### のりば
| 号線 | 路線      | 方向 | 行先                               |
| ---- | --------- | ---- | ---------------------------------- |
| 1    | ■京都本線 | 上り | 烏丸・京都河原町方面               |
| 2    | ■京都本線 | 下り | 桂・高槻市・大阪梅田・天下茶屋方面 |

※実際には構内にのりば番号表記はないが、スマートフォン向けアプリ「阪急沿線ナビ TOKKアプリ」の発車案内機能では、河原町方面が1号線、梅田方面が2号線と表示されている。

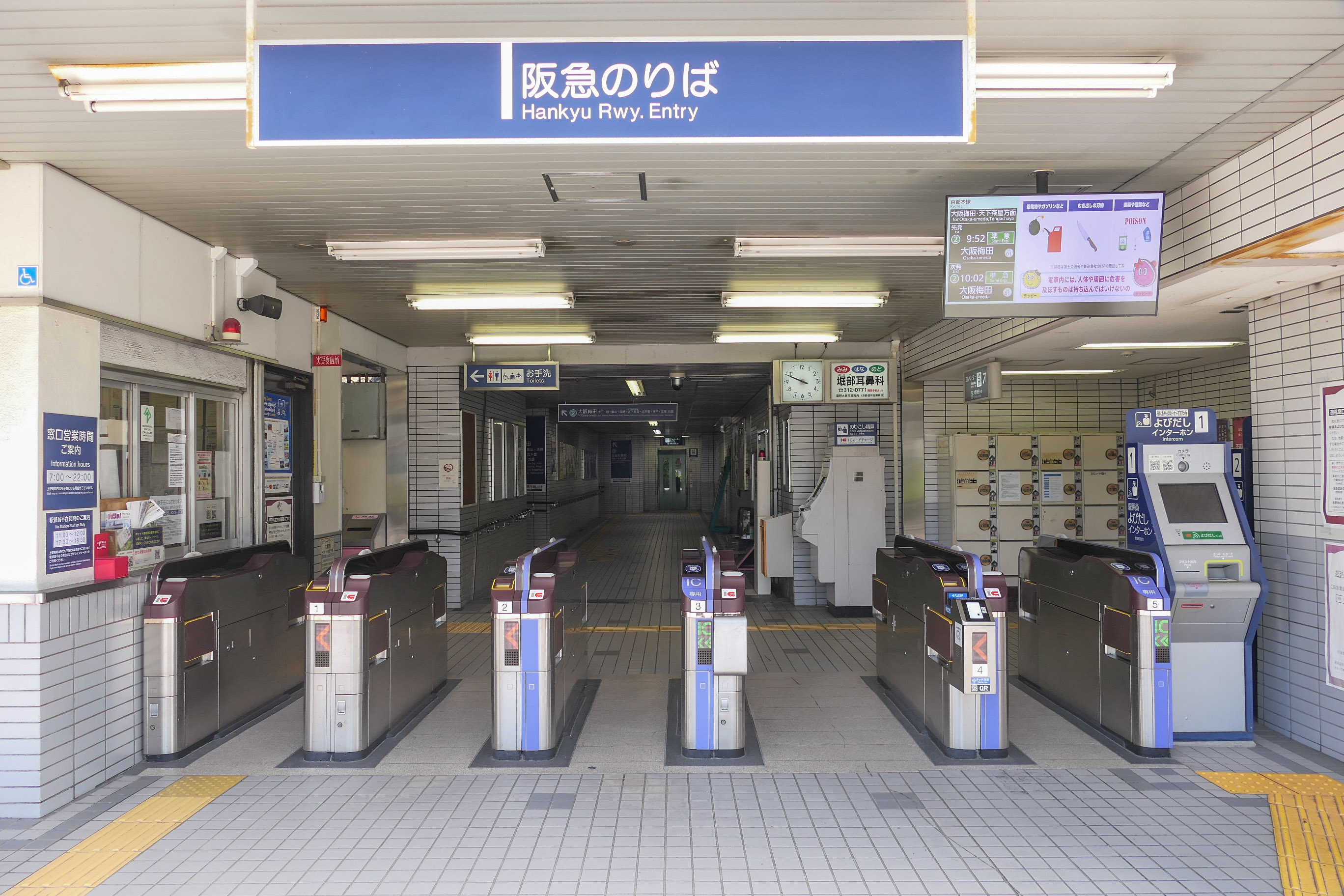
改札口
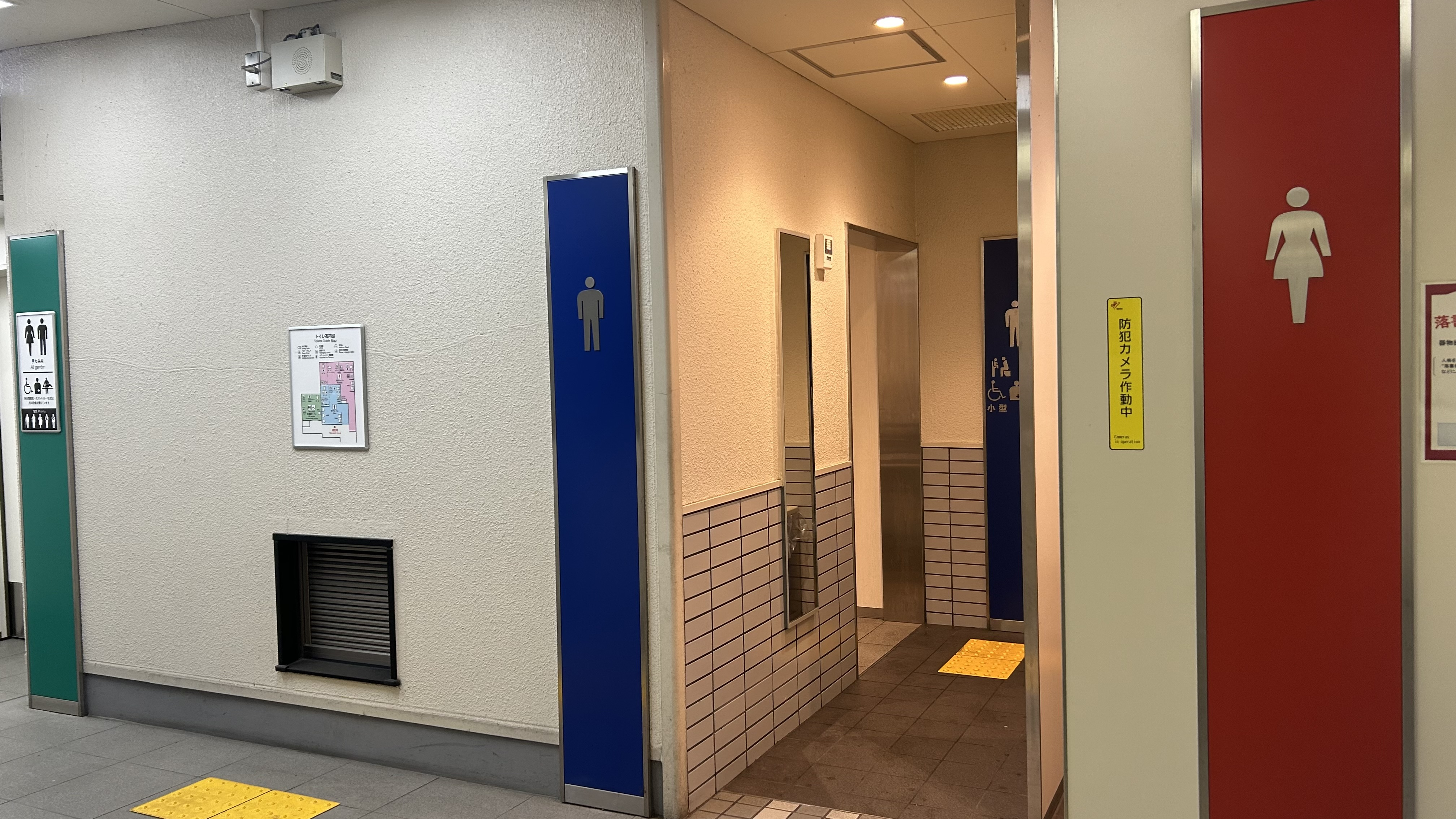
改札内横トイレ
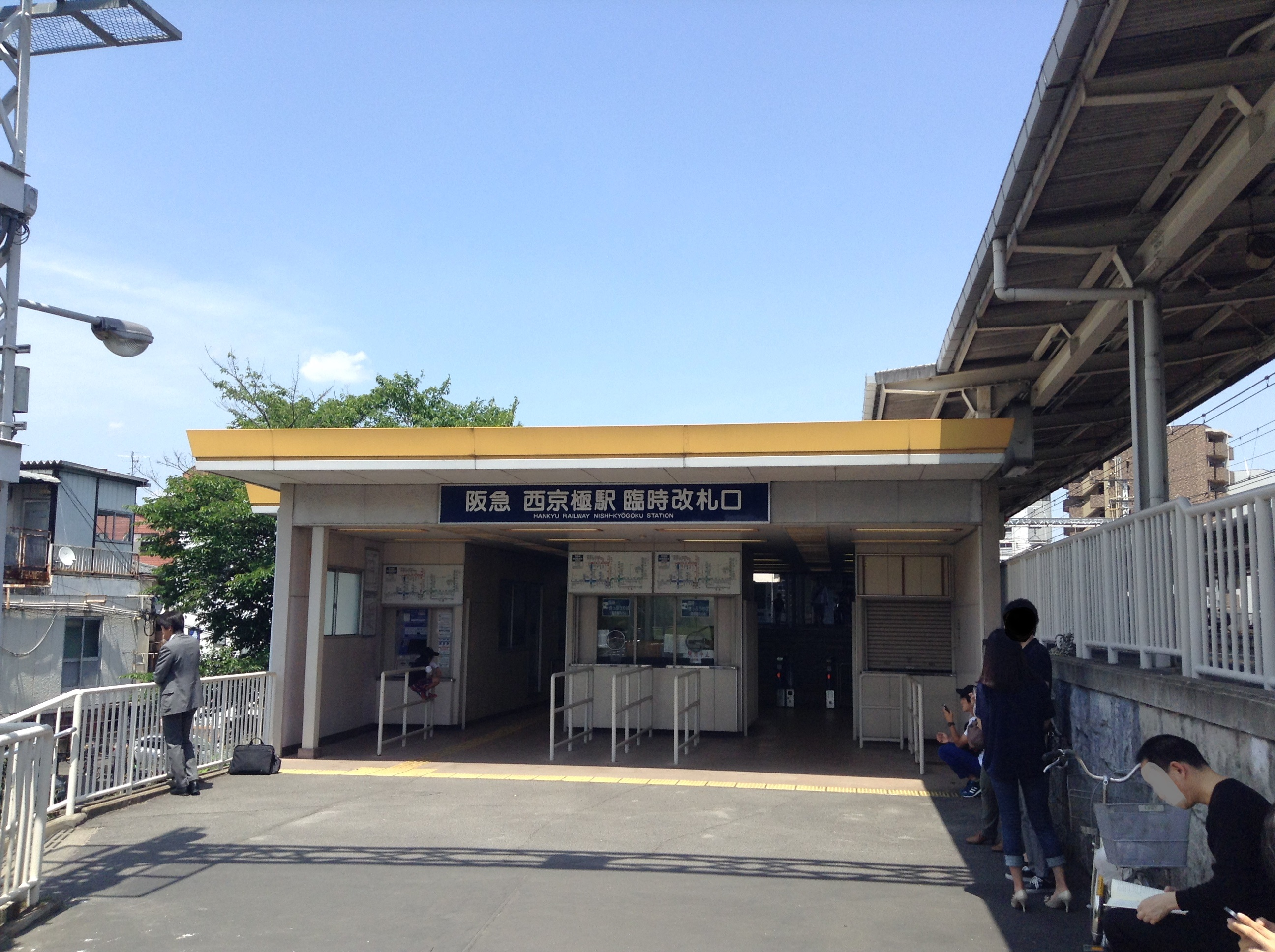
臨時改札口（2014年5月）
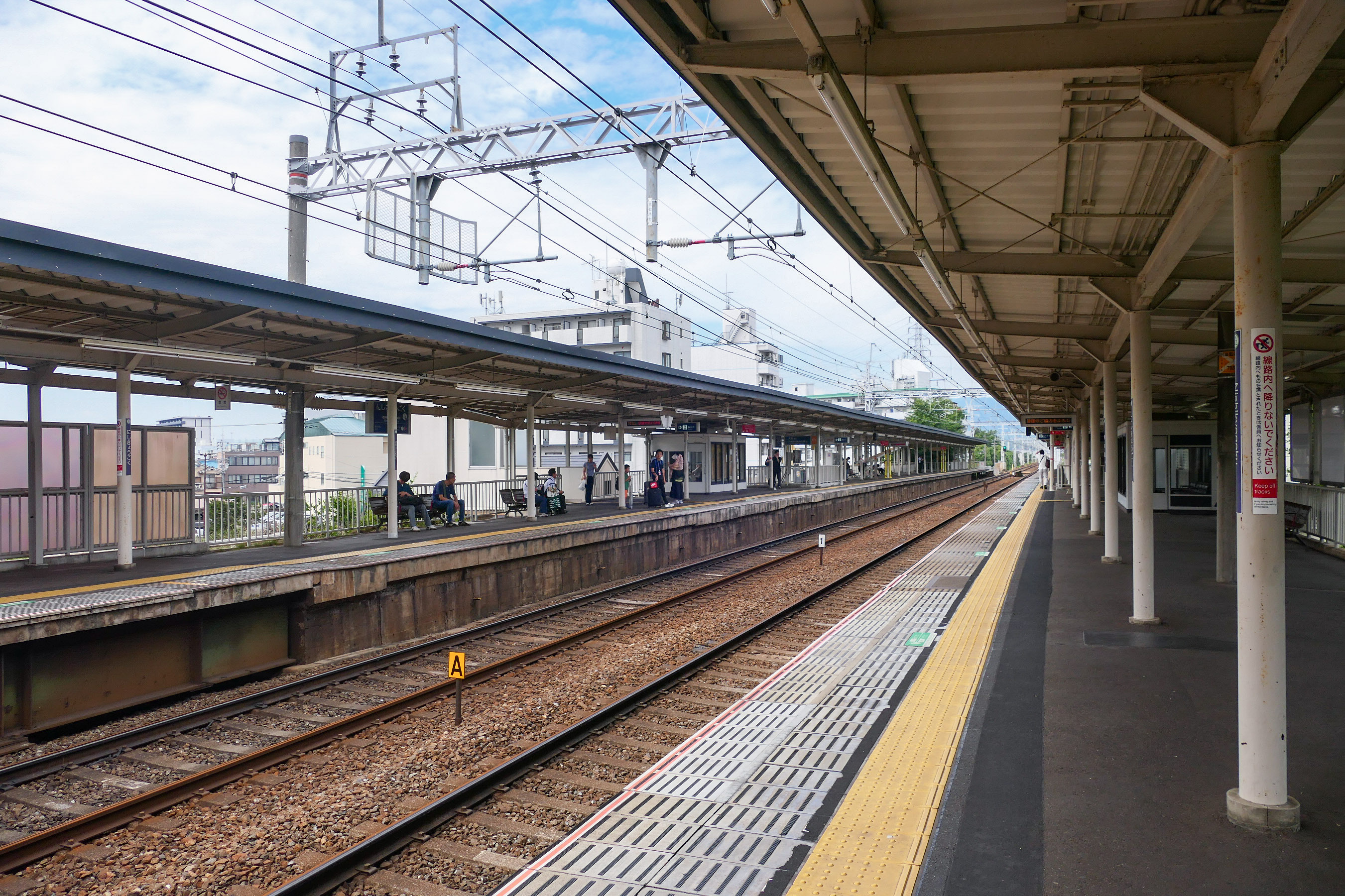
ホーム
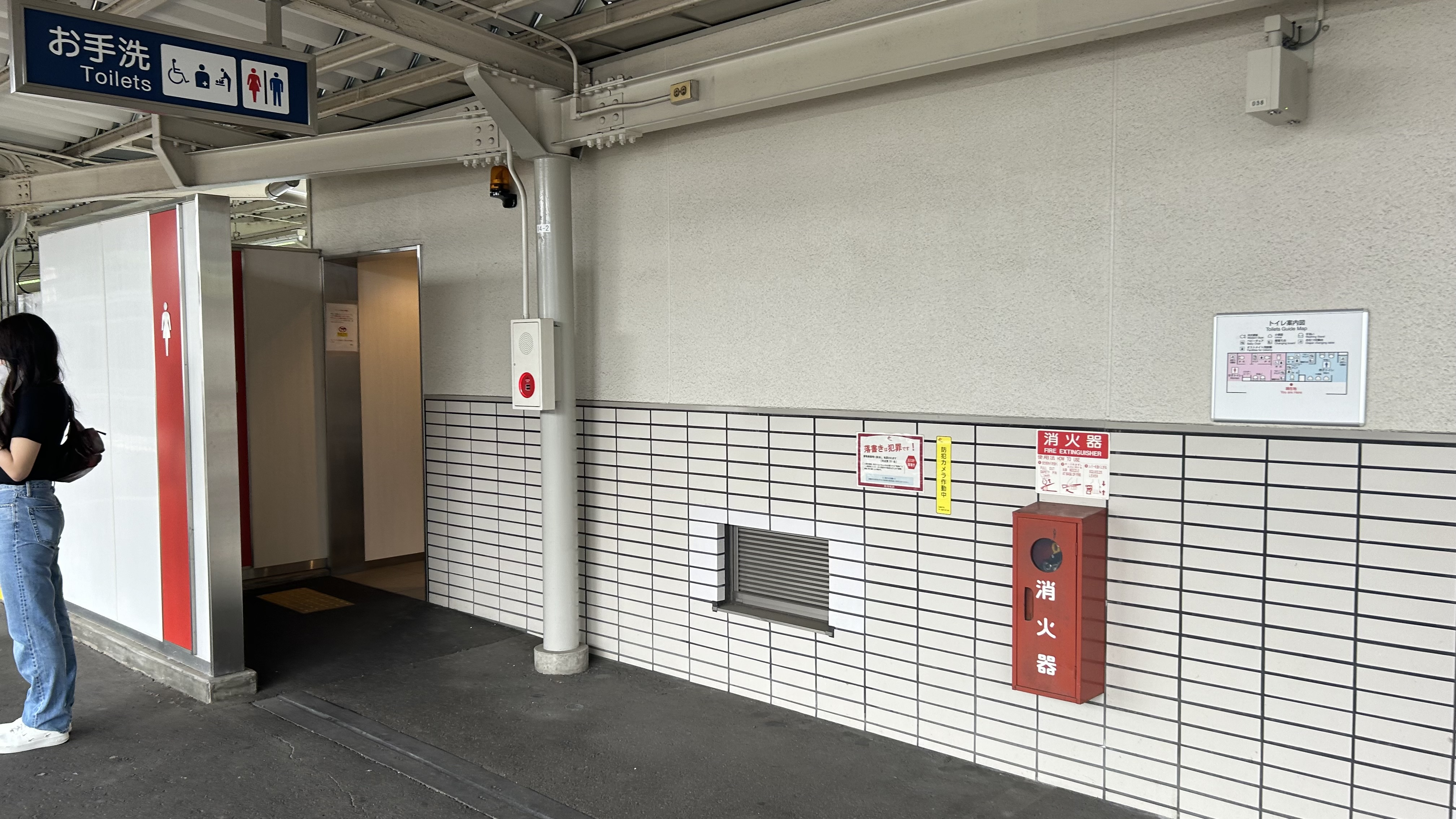
京都方面ホームトイレ
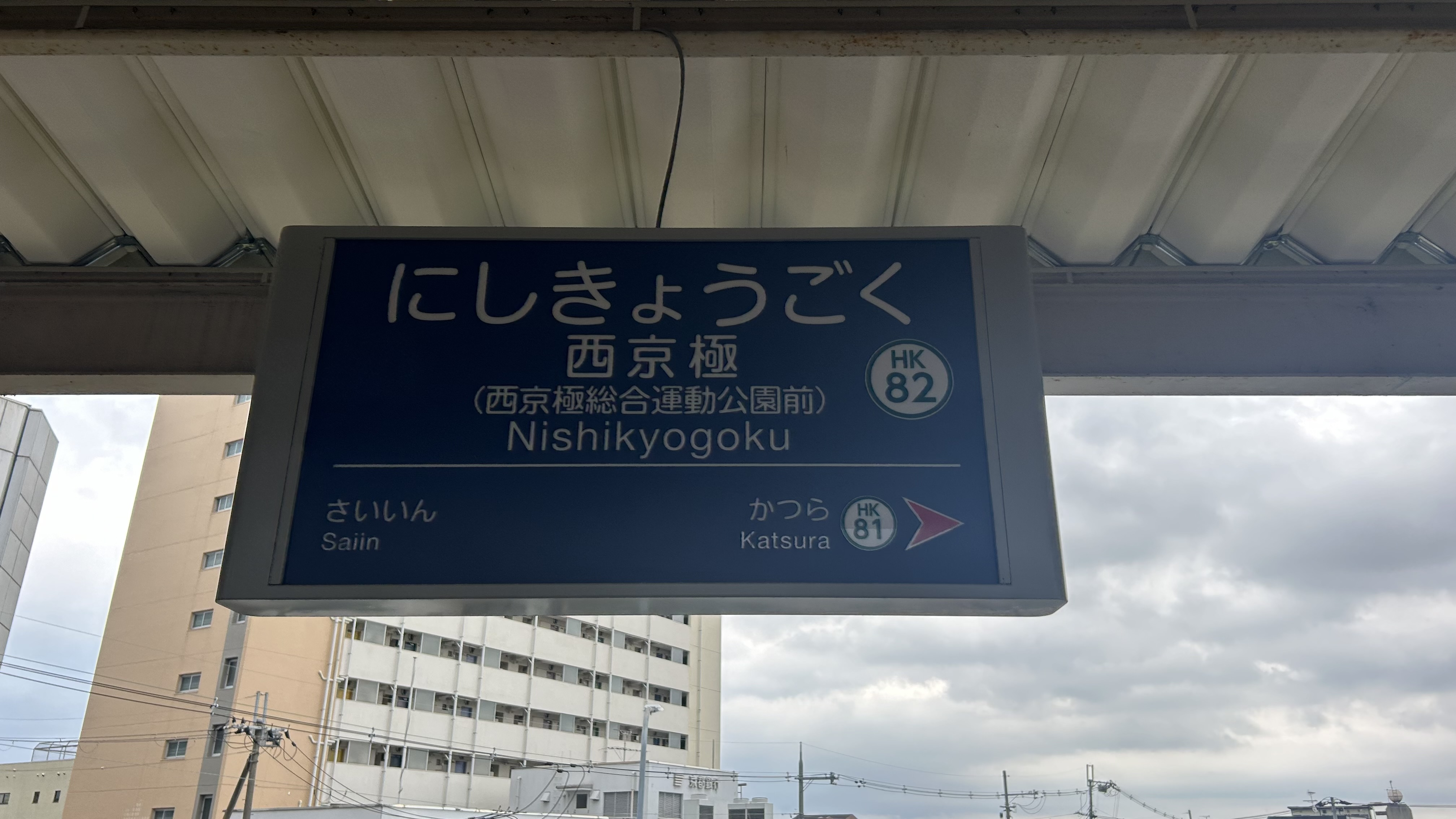
駅名標

## 利用状況
2022年（令和4年）の通年平均の乗降人員は14,598人、阪急電鉄全体では第47位である。
普通停車駅だったが、1997年からは快速（初代）→急行（初代快速を南茨木駅に停車）→準急と高槻市駅から各駅に停車する優等列車が停車するようになった。ほかの優等列車のうち、通勤特急・快速急行・快速（2代目）は桂駅 - 京都河原町駅間で当駅のみ通過していたが、2022年のダイヤ改正からは快速を急行に改称して当駅に停車するようになった。そのほか、副駅名にもなっている西京極総合運動公園で、プロ野球や関西学生野球などのイベント開催時は、試合開催日の夕方以降に運行される準特急（2022年以前は快速急行、2001年以前のダイヤにおいては急行）が臨時停車することがある。
近年の1日平均乗車・乗降人員は下記の通り。
| 年度               | 1日平均 乗降人員 | 1日平均 乗車人員 |
| ------------------ | ---------------- | ---------------- |
| 2007年（平成19年） | 17,644           | 9,011            |
| 2008年（平成20年） | 18,454           | 9,438            |
| 2009年（平成21年） | 17,726           | 8,745            |
| 2010年（平成22年） | 17,532           | 8,764            |
| 2011年（平成23年） | 17,505           | 8,721            |
| 2012年（平成24年） | 19,818           | 8,967            |
| 2013年（平成25年） | 18,199           | 9,099            |
| 2014年（平成26年） | 18,303           | 9,203            |
| 2015年（平成27年） | 21,035           | 10,590           |
| 2016年（平成28年） | 19,436           | 9,683            |
| 2017年（平成29年） | 19,726           | 9,896            |
| 2018年（平成30年） | 20,932           | 10,507           |
| 2019年（令和元年） | 19,923           | 9,959            |
| 2020年（令和02年） | 14,940           | 7,477            |
| 2021年（令和03年） | 14,798           | 7,386            |
| 2022年（令和04年） | 17,495           | 8,803            |

## 駅周辺
- 京都市西京極総合運動公園
  - わかさスタジアム京都（野球場）
  - たけびしスタジアム京都（陸上競技場兼球技場）
  - 東寺ハウジングフィールド西京極（補助競技場）
  - 京都アクアリーナ
  - かたおかアリーナ（体育館）
- 京都西京極郵便局
- 京都葛野郵便局
- 京都銀行西京極支店
- 京都信用金庫西京極支店
- 右京警察署西五条交番
- 京都西年金事務所
- 京都府柔道整復師会
- 第一工業製薬本社・研究所
- 京都市立西京極中学校
- 京都市立西京極小学校
- 学校法人光華女子学園
  - 京都光華女子大学
  - 京都光華女子大学短期大学部
  - 京都光華中学校・高等学校
  - 光華小学校
  - 光華幼稚園
- 西京極保育園
- 衣手神社
- 三宮神社（川勝寺三宮神社）
- 花屋町通
- 天神川通
- 葛野大路通
- 京都府道113号梅津東山七条線
- 国道9号（西五条通）
- 桂川
- 天神川
- 阪急オアシス かどの店

## バス路線
2015年3月より駅前広場に西京極駅前停留所が設置され、京都市バスの乗り入れが開始された。
利用できる系統は以下の通り。
- 84号系統：太秦天神川駅前行／久世橋通 京都駅八条口アバンティ前行
- 特27号系統：光華女子学園前・西大路四条経由 馬塚町行

また、徒歩圏内に以下の停留所がある。
光華女子学園前（北へ徒歩約5分、五条通沿い）
- 京都市バス
  - 32号系統：京都外大前行／銀閣寺前行
  - 73号系統：山陰街道（国道9号） 洛西バスターミナル行／京都駅前行
  - 80号系統：太秦天神川駅行／東大路通 祇園行
- 京都バス
  - 81系統：京都駅前行
  - 84系統：太秦天神川駅・映画村経由 大覚寺・清滝行／京都駅前行
- 京阪京都交通
  - 21系統：京大桂キャンパス前 経由 桂坂中央行／京都駅前行
  - 21A系統：京大桂キャンパス前 経由 京都成章高校前行／京都駅前行
  - 27系統：国道三ノ宮 経由 桂坂中央行

光華女子学園
- 京阪京都交通
  - フラワーライン（シャトルバス）：京都駅八条口・京阪七条行

川勝寺（ほほえみ通りを南へ徒歩約5分、七条通沿い）
- 京都市バス

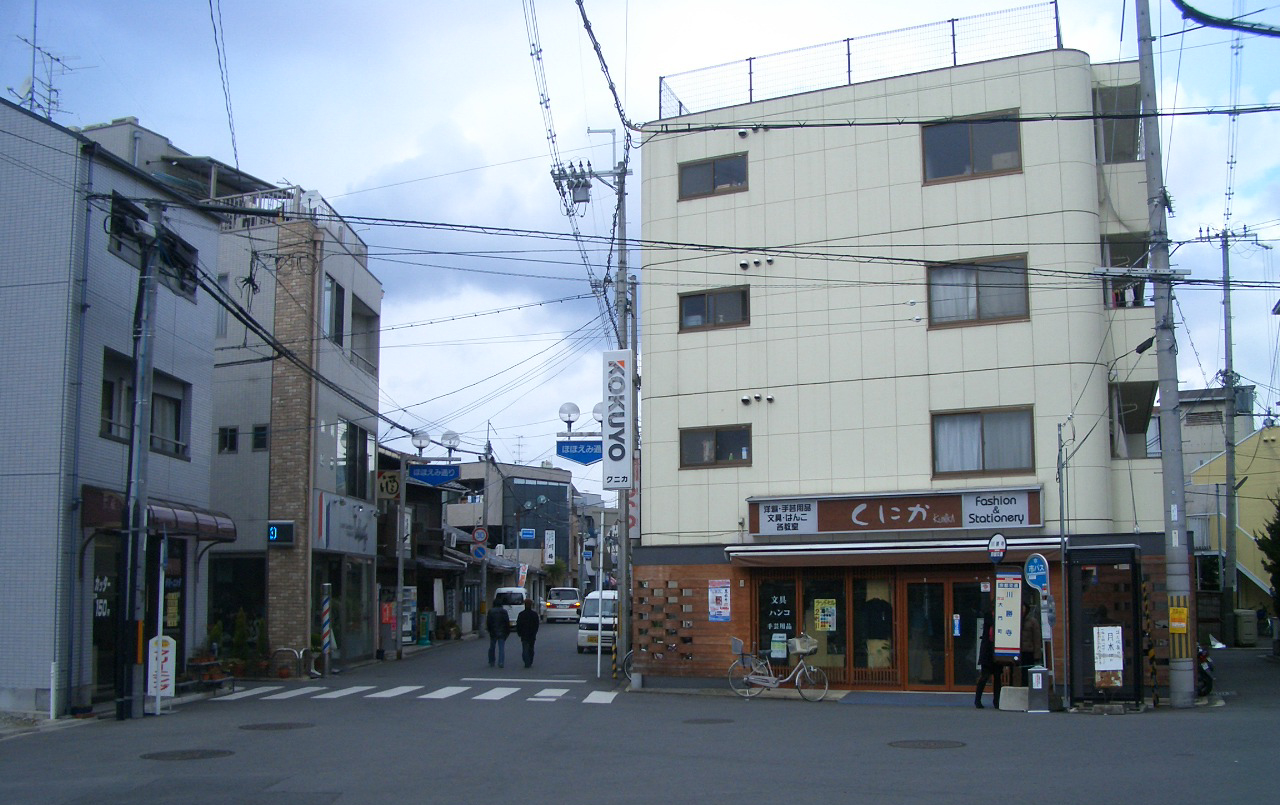
川勝寺停留所（東行）

  - 特33号系統：山陰街道（旧道） 洛西バスターミナル行／京都駅前行
- 京阪京都交通
  - 2系統：亀岡駅前・保津川下り乗船場行／京都駅前行
  - 14系統：長峰行／京都駅前行
  - 28・28B系統：京都駅前行
  - 28A系統：桂駅東口 経由 京都成章高校前行／京都駅前行

## 隣の駅
阪急電鉄
■京都本線
■快速特急・■特急・■通勤特急・■準特急
通過
■急行（下りは平日のみ）・■準急・■普通
桂駅 (HK-81) - 西京極駅 (HK-82) - 西院駅 (HK-83)
- 前述の通り、西京極総合運動公園での大規模なイベントの開催日には準特急が臨時停車する場合がある。